# 10-я гвардейская казачья кавалерийская дивизия
10-я гвардейская казачья кавалерийская Кубанско-Слуцкая Краснознамённая орденов Суворова, Кутузова и Богдана Хмельницкого дивизия (10-я гв. кд) — кавалерийская дивизия в составе Вооружённых сил СССР во время Великой Отечественной войны.

## История

### Боевой путь
В составе Действующей Армии: с 27.08.1942 по 28.05.1944. с 03.06.1944 по 11.05.1945.
В составе Северо-Кавказского, Закавказского, Южного, 1-го Белорусского, 4-го, 3-го и 2-го Украинских фронтов участвовала в Битве за Кавказ, Армавиро-Майкопской оборонительной, Северо-Кавказской, Ростовской, Донбасской, Мелитопольской, Березнеговато-Снигирёвской, Одесской, Белорусской, Бобруйской, Минской, Люблин-Брестской, Дебреценской, Будапештской, Братиславско-Брновской и Пражской наступательных операциях.
За боевые заслуги 27 августа 1942 13-я Кубанская казачья кавалерийская дивизия была преобразована в 10-ю гвардейскую Кубанскую казачью кавалерийскую дивизию
До января 1943 года продолжала вести оборонительные бои и одновременно совершала смелые рейды по тылам противника в районах Левокумское, Ачикулак и Гудермес.
В ходе освобождения Северного Кавказа наступала в направлении Ставрополь, Ростов-на-Дону.
К середине февраля вышла к реке Миус и до 9 марта вела тяжёлые бои в районе Матвеева Кургана, затем была выведена в резерв Южного фронта для доукомплектования.
За образцовое выполнение заданий командования в боях с немецко-фашистскими захватчиками и проявленные при этом личным составом доблесть и мужество 31 марта 1943 года награждена орденом Красного Знамени.
Летом 1943 года дивизия обороняла побережье Таганрогского залива западнее Ростова-на-Дону.
В августе — сентябре 1943 года в составе войск Южного (с 20 октября 4-го Украинского) фронта участвовала в Донбасской, далее, в сентябре — начале ноября — в Мелитопольской наступательных операциях.
В ноябре 1943 — феврале 1944 года дивизия обороняла побережье Сивашского залива.
В марте участвовала в Березнеговато-Снигирёвской наступательной операции.
19 марта 1944 года за отличие при прорыве обороны немецко-фашистских войск на реке Ингулец и в боях за город Новый Буг награждена Орденом Суворова II степени.
Смело и решительно действовали гвардейцы-кавалеристы в Одесской наступательной операции. 10 апреля после упорных боёв во взаимодействии с другими соединениями 3-го Украинского фронта они освободили Одессу. За боевые отличия при освобождении Одессы дивизия награждена орденом Богдана Хмельницкого II степени.
В июне 1944 года дивизия в составе корпуса была передана 1-му Белорусскому фронту и включена в его конно-механизированную группу (КМГ) под командованием генерал-лейтенанта И. А. Плиева. Стремительно действовали казаки-кубанцы в составе этой группы в Белорусской наступательной операции. Введённая в прорыв 25 июня 1944 года, дивизия в первые 5 дней прошла с боями свыше 100 километров и во взаимодействии с другими соединениями освободила города Слуцк (30 июня), Слоним (10 июля). За отличие в этих боях была удостоена почётного наименования « Слуцкой» (5 июля) и 10 июля 1944 года награждена орденом Кутузова I степени(!). Входившие в её состав 36, 40 и 42-й гвардейские кавалерийские полки были удостоены почётного наименования «Барановических» (27 июля) и награждены орденом Красного Знамени (25 июля 1944).
В сентябре дивизия переброшена на 2-й Украинский фронт. В составе КМГ (с 26 января 1945 года 1-я гвардейская КМГ) участвовала в Дебреценской, Будапештской и Братиславско-Брновской операциях. Вместе с другими соединениями КМГ освободила города Дебрецен и Ньиредьхаза (21 октября 1944 года).
За боевые отличия при освобождении города Орадеа-Маре 36-й и 40-й гвардейские кавалерийские полки были награждены орденом Александра Невского (31 октября 1944 года), а 42-й гв. кп отличившийся в боях за город Дебрецен, — орденом Суворова 3-й степени (14 ноября 1944 года).
В ходе боевых действий на территории Чехословакии дивизия 26 апреля 1945 года участвовала в освобождении от немецко-фашистских захватчиков крупного промышленного центра — город Брно. За отличие в этих боях 40-й гв. кп был награждён орденом Кутузова 3-й степени, 42-й гв. кп — орденом Богдана Хмельницкого 2-й степени (28 мая 1945 года), а 36-й гв. кп, отличившийся в боях за город Годонин — орденом Суворова 3-й степени (17 мая 1945 года).
Дивизия закончила войну под Прагой. Рядом с ней под Прагой воевали земляки-кубанцы 9-я пластунская стрелковая Краснодарская Краснознамённая орденов Кутузова и Красной Звезды дивизия имени Верховного Совета ССР Грузии.

### После войны
После победы над Германией 4-й гв.кк и её 9-я гв. кд, и 10-я гв. кд были передислоцированы — в Ставропольский военный округ и Кубанский военный округ, г. Ставрополь, Майкоп Адыгейская АО, Краснодарский край, ст. Успенская.
9-я и 10-я гв. кд с 4 июня 1945 года от предместьев Праги (Ритки) совершили 34-х дневный, 900-км марш в конном строю в район г. Перемышль (Польша) (к 7 июля). Далее с 25 августа по 23 сентября корпус перевозится по железной дороге на Кубань.
К 23 сентября 1945 года 10 кавдивизия вернулась на Кубань и в Адыгею.
Дивизия дислоцированна с 3 октября 1945 года :
- Штаб: город Майкоп (ныне Республика Адыгея).
- 10-я гв. кд: Майкоп, Гиагинская, Белореченская, Ханская, Дондуковская.
- Корпусные артиллерийские части: Келермесская, Кошехабль, Константиновская.

Летом 1946 года 4-й гв. кк был переформирован в 4-ю гв. кавалерийскую дивизию, а 10-я гв. кд в 10-й гвардейский казачий кавалерийский кадровый полк.

### Расформирование
31 июля 1946 года 10-й гвардейский казачий кавалерийский Кубанско-Слуцкий Краснознамённый орденов Суворова, Кутузова, и Богдана Хмельницкого кадровый полк был расформирован.
А в сентябре 1955 года была расформирована 4-я гв.кд СКВО.

## Боевой состав[5]
Боевой состав на 12.1942:
- 24-й гвардейский Кубанский казачий кавалерийский полк
- 29-й гвардейский Кубанский казачий кавалерийский полк
- 32-й гвардейский Кубанский казачий кавалерийский полк
- 4-й партизанский кавалерийский полк
- 4-й Сводный полк
- 109-й гвардейский отдельный конно-артиллерийский дивизион
- 91-й отдельный полуэскадрон связи
- Резервный эскадрон
- 77-й медико-санитарный эскадрон
- Комендантский взвод

Боевой состав с 1943:
- 36-й гвардейский казачий кавалерийский Кубанско-Барановичский Краснознамённый орденов Суворова и Александра Невского полк[6][6]:

командир - гв. подполковник Гридин (26.05.1944)  
начальник штаба - гв. майор Романин, Николай Илларионовичref>Наградной лист в электронном банке документов «Подвиг народа» (архивные материалы ЦАМО. Ф. 33. Оп. 690155. Д. 962. Л. 40).</ref>
- 40-й гвардейский казачий кавалерийский Кубанско-Барановичский Краснознамённый орденов Кутузова и Александра Невского полк[7].
- 42-й гвардейский казачий кавалерийский Кубанско-Барановичский Краснознамённый орденов Суворова и Богдана Хмельницкого полк
- 128-й танковый Барановичский Краснознамённый ордена Александра Невского полк (с 6.9.1943 по 17.10.1943 и с 27.2.1944)
- 183-й гвардейский артиллерийско-миномётный Барановичский[6] Краснознамённый орденов Кутузова и Александра Невского полк (149-й гв. аминп, 12 гв. кад)
- 45-й гвардейский отдельный дивизион ПВО (65-я гв. зенитная артиллерийская батарея, 56-й отдельный зенитный артиллерийский дивизион)
- 12-й гвардейский артиллерийский парк
- 10-й отдельный гвардейский разведывательный эскадрон (10-й гв. разведывательный дивизион)
- 8-й отдельный гвардейский сапёрный эскадрон
- 10-й отдельный гвардейский эскадрон связи (91-й отдельный полуэскадрон связи)
- резервный эскадрон (до 28.11.1942)
- 12-й отдельный медико-санитарный эскадрон
- 11-й отдельный гвардейский эскадрон химической защиты
- 8-й продовольственный транспорт
- 8-й взвод подвоза горюче-смазочных материалов
- 9-й дивизионный ветеринарный лазарет
- 1582-я полевая почтовая станция
- 945-я полевая касса Государственного банка

## Награды и наименования
| Награда (наименование)          | Дата награждения                               | За что награждена |
| ------------------------------- | ---------------------------------------------- | --- |
| «Гвардейская»                   | 27 августа 1942 года.                          | Присвоено приказом Народного Комиссара обороны СССР № 342 от 27 августа 1942 года при преобразовании ;                                                                                                   |
| Орден Красного Знамени          | Указ Президиума ВС СССР от 31 марта 1943 года  | За образцовое выполнение боевых заданий командования на фронте борьбы с немецкими захватчиками и проявленные при этом доблесть и мужество;                                                               |
| Орден Суворова II степени       | Указ Президиума ВС СССР от 19 марта 1944 года  | За образцовое выполнение заданий командования в боях при прорыве сильной обороны немцев по-западному берегу реки Ингулец, за освобождение города Нового Буга и проявленные при этом доблесть и мужество; |
| Богдана Хмельницкого II степени | Указ Президиума ВС СССР от 20 апреля 1944 года | За образцовое выполнение заданий командования в боях с немецкими захватчиками при освобождении города Одессы и проявленные при этом доблесть и мужество;                                                 |
| Почётное наименование «Слуцкая» | 5 июля 1944 года                               | присвоено приказом Верховного Главнокомандующего № 0180 от 5 июля 1944 года за отличие в боях при освобождении города Слуцка;                                                                            |
| Орден Кутузова I степени        | Указ Президиума ВС СССР от 10 июля 1944 года   | За успешное выполнение заданий командования в боях с немецкими захватчиками, за овладение городами: Минск, Столбцы, Городея и Несвиж и проявленные при этом доблесть и мужество.                         |

Награды частей дивизии:
- 36-й гвардейский казачий кавалерийский Кубанско-Барановичский[6] Краснознамённый[12] орденов Суворова[13] и Александра Невского[14] полк
- 40-й гвардейский казачий кавалерийский Кубанско-Барановичский Краснознамённый[12] орденов Кутузова[15] и Александра Невского[14] полк
- 42-й гвардейский казачий кавалерийский Кубанско-Барановичский Краснознамённый[12] орденов Богдана Хмельницкого[15] (Награждён орденом Богдана Хмельницкого II степени) и Суворова[16] иполк
- 128-й танковый Барановичский Краснознамённый[12] ордена Александра Невског[14] полк
- 183-й гвардейский артиллерийско-миномётный Барановичский[6] Краснознамённый[12] орденов Кутузова[14] и Александра Невского[13] полк

## Командиры
- Цепляев, Никита Фёдорович (26 января — 20 июня 1942), полковник;
- Миллеров, Борис Степанович (20 июня 1942 — 23 ноября 1943), полковник, генерал-майор
- Гадалин, Николай Григорьевич (12.1942 и 23 ноября 1943 — 5 апреля 1944), полковник;
- Шевчук, Сергей Анисимович (5 апреля — 10 апреля 1944), полковник;
- Поприкайло, Михаил Семёнович (10 апреля — 8 июля 1944), полковник;
- Рева, Григорий Иванович (8 июля — октябрь 1944[17]), полковник;
- Никифоров, Василий Васильевич (октябрь 1944 — 15 марта 1945), полковник;
- Машталер Иван Алексеевич (ноябрь 1944), полковник;
- Шмуйло, Сергей Трофимович (15 марта 1945 — июль 1946), генерал-майор.

## Отличившиеся воины
Казаки, удостоеные звания Героя Советского Союза:
- гвардии казак Ачмизов Айдамир Ахмедович, заряжающий орудия 2-го гвардейского отдельного конного артиллерийского дивизион. Указ Президиума Верховного Совета СССР от 31 марта 1943 года;
- гвардии младший лейтенант Грецкий, Владимир Иванович[20] заместитель командира роты по политической части 134-го танкового полка. Указ Президиума Верховного Совета СССР от 31 марта 1943 года;
- гвардии сержант Гусько, Алексей Васильевич, наводчик орудия 183-го гвардейского артиллерийско-миномётного полка. Указ Президиума Верховного Совета СССР от 15 мая 1946 года. Звание присвоено посмертно;
- гвардии рядовой Никитин, Василий Егорович, заряжающий орудия 183-го гвардейского артиллерийско-миномётного полка. Указ Президиума Верховного Совета СССР от 13 сентября 1944 года. Звание присвоено посмертно.
- старший лейтенант Николаенко, Пётр Иванович, командир роты 134-го танкового полка. Указ Президиума Верховного Совета СССР от 31 марта 1943 года. Звание присвоено посмертно.
- гвардии младший сержант Пономарёв, Алексей Дмитриевич, командир отделения 40-го гвардейского кавалерийского полка. Указ Президиума Верховного Совета СССР от 15 мая 1946 года.

Другие отличившееся войны:
- Савченко, Василий Прокофьевич — гвардии рядовой, казак 1-го эскадрона 36-го гвардейского кавалерийского полка. 28 марта 1945 года закрыл своим телом амбразуру пулемёта.

## Увековечение памяти

Памятник воинам 4-го гвардейского Кубанского кавалерийского казачьего корпуса (станица Кущёвская)

- На въезде в станицу Кущёвскую установлен памятник казакам 4-го гвардейского Кубанского кавалерийского казачьего корпуса.